# 藤倉村
藤倉村（ふじくらむら）は、かつて岐阜県山県郡に存在した村である。
現在の山県市藤倉に該当する。

## 歴史
- 1889年（明治22年）7月1日 - 町村制により、藤倉村発足。
- 1897年（明治30年）4月1日 - 大森村、小倉村、洞田村と合併し、下伊自良村が発足。同日藤倉村廃止。